# Чернышёво (Крым)
Чернышёво (до 1948 года Огу́з-Оглу́; укр. Чернишове, крымскотат.  Огуз Огълу) — село в Раздольненском районе Республики Крым, центр Чернышевского сельского поселения Республики Крым.

## Население
| 2001 | 2014  |
| ---- | ----- |
| 2216 | ↘1866 |

Всеукраинская перепись 2001 года показала следующее распределение по носителям языка
| Язык             | Процент |
| ---------------- | ------- |
| русский          | 63.49   |
| украинский       | 22.83   |
| крымскотатарский | 10.77   |
| другие           | 0.32    |

### Динамика численности
| - 1806 год — 96 чел. - 1864 год — 105 чел. - 1889 год — 147 чел. - 1892 год — 94 чел. - 1900 год — 544 чел. | - 1915 год — 12/143 чел. - 1926 год — 244 чел. - 1974 год — 1587 чел. - 2001 год — 2216 чел. - 2014 год — 1866 чел. |

## Современное состояние
На 2016 год в Чернышево числится 17 улиц, 1 переулок и 2 км дороги Портовое — Раздольное; на 2009 год, по данным сельсовета, село занимало площадь 193 гектара, на которой в 680 дворах проживало более 1,8 тысячи человек. В селе действуют средняя общеобразовательная школа, детский сад «Подснежник», Чернышевский детский дом, сельский дом культуры, библиотека, амбулатория общей практики семейной медицины, отделение почтовой связи. Чернышево связано автобусным сообщением с райцентром и соседними населёнными пунктами.

## География
Чернышево — село на севере района, в степном Крыму, в 3 км от побережья Каркинитского залива Чёрного моря, высота центра села над уровнем моря — 13 м. Ближайшие населённые пункты — Огни в 2 км на юго-запад, Кропоткино в 3,3 км на северо-восток и райцентр Раздольное — в 7 километрах (по шоссе) на восток, ближайшая железнодорожная станция — Красноперекопск (на линии Джанкой — Армянск) — примерно 46 километров. Транспортное сообщение осуществляется по региональной автодороге 35Н-448 от шоссе 35К-012 Черноморское — Воинка (по украинской классификации — С-0-11128).

## История
В книге «Історія міст і сіл Української РСР.» содержится утверждение, что селение возникло в 1753 году. Первое документальное упоминание села встречается в Камеральном Описании Крыма… 1784 года, судя по которому, в последний период Крымского ханства Аксюз Оглу входил в Мангытский кадылык Козловскаго каймаканства. После присоединения Крыма к России (8) 19 апреля 1783 года, (8) 19 февраля 1784 года, именным указом Екатерины II сенату, на территории бывшего Крымского ханства была образована Таврическая область и деревня была приписана к Евпаторийскому уезду. После павловских реформ, с 1796 по 1802 год входила в Акмечетский уезд Новороссийской губернии. По новому административному делению, после создания 8 (20) октября 1802 года Таврической губернии, Огуз-Оглу был включён в состав Джелаирской волости Евпаторийского уезда.
По Ведомости о волостях и селениях, в Евпаторийском уезде с показанием числа дворов и душ… от 19 апреля 1806 года в деревне Огуз-Оглу числилось 18 дворов, 86 крымских татар и 10 ясыров. На военно-топографической карте генерал-майора Мухина 1817 года деревня Окузулу обозначена с 30 дворами. После реформы волостного деления 1829 года Отуз Оглу, согласно «Ведомости о казённых волостях Таврической губернии 1829 года» отнесли к Атайской волости (переименованной из Джелаирской). На карте 1836 года в деревне 16 дворов. Видимо, вследствие эмиграции крымских татар в Турцию, деревня заметно опустела и на карте 1842 года Огуз Оглу обозначена условным знаком «малая деревня», то есть, менее 5 дворов.
В 1860-х годах, после земской реформы Александра II, деревню приписали к Биюк-Асской волости. Согласно «Памятной книжке Таврической губернии за 1867 год», деревня была покинута жителями в 1860—1864 годах, в результате эмиграции крымских татар, особенно массовой после Крымской войны 1853—1856 годов, в Турцию и вновь заселена татарами. В «Списке населённых мест Таврической губернии по сведениям 1864 года», составленном по результатам VIII ревизии 1864 года, Огуз-Оглу — владельческая татарская деревня, с 19 дворами, 105 жителями и мечетью при колодцах. По обследованиям профессора А. Н. Козловского 1867 года, вода в половине колодцев деревни была пресная, в половине — «соленоватая» а их глубина колебалась от 2,5 до 8 саженей (5—17 м). На трехверстовой карте Шуберта 1865—1876 года в деревне Огуз-Оглу обозначено 20 дворов. По «Памятной книге Таврической губернии 1889 года», по результатам Х ревизии 1887 года, в деревне Огюз-Оглу числилось 29 дворов и 147 жителей. Согласно «…Памятной книжке Таврической губернии на 1892 год», в деревне Огуз-Оглу, входившей в Аипский участок, было 94 жителя в 11 домохозяйствах.
Земская реформа 1890-х годов в Евпаторийском уезде прошла после 1892 года, в результате Огуз-Оглу приписали к Коджанбакской волости.
По «…Памятной книжке Таврической губернии на 1900 год» в деревне числилось 544 жителя в 40 дворах. На 1914 год в селении действовала татарская земская школа. По Статистическому справочнику Таврической губернии. Ч.II-я. Статистический очерк, выпуск пятый Евпаторийский уезд, 1915 год, в экономии Огуз-Оглу (Умер-Мурзы Мансурского) Коджамбакской волости Евпаторийского уезда числился 1 двор с татарским населением в количестве 12 человек приписных жителей и 143 — «посторонних», из которых 75 мужчин и 80 женщин. В имении числились 2883 десятин удобной земли. В хозяйстве имелась 241 лошадь, 59 волов, 72 коровы и 5035 голов мелкого скота.
После установления в Крыму Советской власти, по постановлению Крымревкома от 8 января 1921 года № 206 «Об изменении административных границ» была упразднена волостная система и в составе Евпаторийского уезда был образован Бакальский район, в который включили село, а в 1922 году уезды получили название округов. 11 октября 1923 года, согласно постановлению ВЦИК, в административное деление Крымской АССР были внесены изменения, в результате которых округа были отменены, Бакальский район упразднён и село вошло в состав Евпаторийского района. Согласно Списку населённых пунктов Крымской АССР по Всесоюзной переписи 17 декабря 1926 года, в селе Огуз-Оглу (татарский), Ак-Шеихского сельсовета (в котором село состояло до 1967 года) Евпаторийского района, числилось 53 двора, из них 50 крестьянских, население составляло 244 человека, из них 234 татарина, 4 немца, 5 русских, 1 украинец, действовала татарская школа. Постановлением ВЦИК РСФСР от 30 октября 1930 года был создан Ишуньский район, уже как национальный (лишённый статуса национального постановлением Оргбюро ЦК КПСС от 20 февраля 1939 года) украинский и село включили в его состав, а после создания в 1935 году Ак-Шеихского района (переименованного в 1944 году в Раздольненский) Огуз-Оглу татарский включили в его состав.

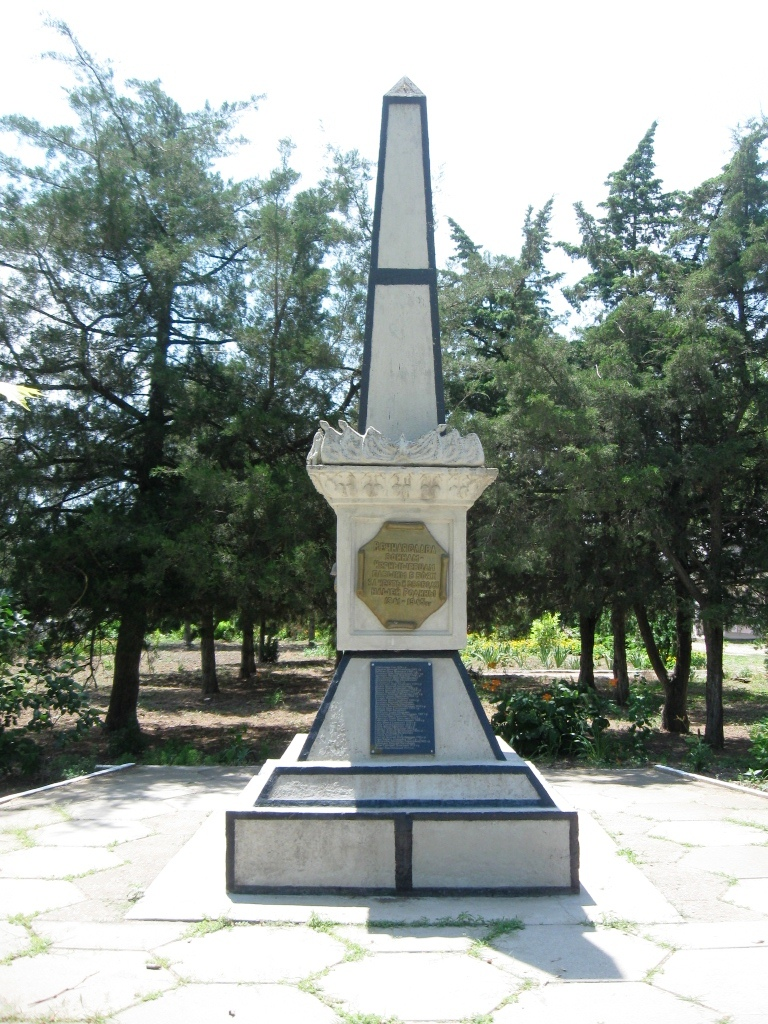
Братская могила участников Евпаторийского десанта и памятный знак в честь односельчан, погибших в годы войны

На фронтах Великой Отечественной войны сражались c немецкими оккупантами и их союзниками 19 жителей села, из них погибли 7 человек, 12 награждены орденами и медалями. Воинам-односельчанам, погибшим в боях за Родину (на памятнике 40 фамилий), а также расстреляным в 1942 году возле села четверым моряков, участникам Евпаторийского десанта в 1967 году установлен памятник, постановлением Совета министров Республики Крым № 627 от 20 декабря 2016 года отнесённый к категории объектов культурного наследия России регионального значения.
В 1944 году, после освобождения Крыма от фашистов, согласно Постановлению ГКО № 5859 от 11 мая 1944 года, 18 мая крымские татары были депортированы в Среднюю Азию. С 25 июня 1946 года Огуз-Оглу татарский в составе Крымской области РСФСР. Указом Президиума Верховного Совета РСФСР от 18 мая 1948 года, Огуз-Оглу татарский переименовали в Чернышево. В 1953 году в Чернышево была построена новая семилетняя школа (в 1960 году преобразованная в восьмилетнюю, а в 1975 году была сдана новая школа, в которой обучались с первого по десятый классы включительно). 26 апреля 1954 года Крымская область была передана из состава РСФСР в состав УССР. Указом Президиума Верховного Совета УССР «Об укрупнении сельских районов Крымской области», от 30 декабря 1962 года Раздольненский район был упразднён и село присоединили к Черноморскому. 1 января 1965 года, указом Президиума ВС УССР «О внесении изменений в административное районирование УССР — по Крымской области», вновь включили в состав Раздольненского. В период с 1954 по 1968 годы к селу присоединили посёлок Бабушкино. В 1967 году создан Ботанический сельский совет в который входило Чернышево, на 1977 год — центр сельсовета. С 12 февраля 1991 года село в восстановленной Крымской АССР, 26 февраля 1992 года переименованной в Автономную Республику Крым. С 21 марта 2014 года в составе Крыма аннексировано Россией.